# Scyllaridae

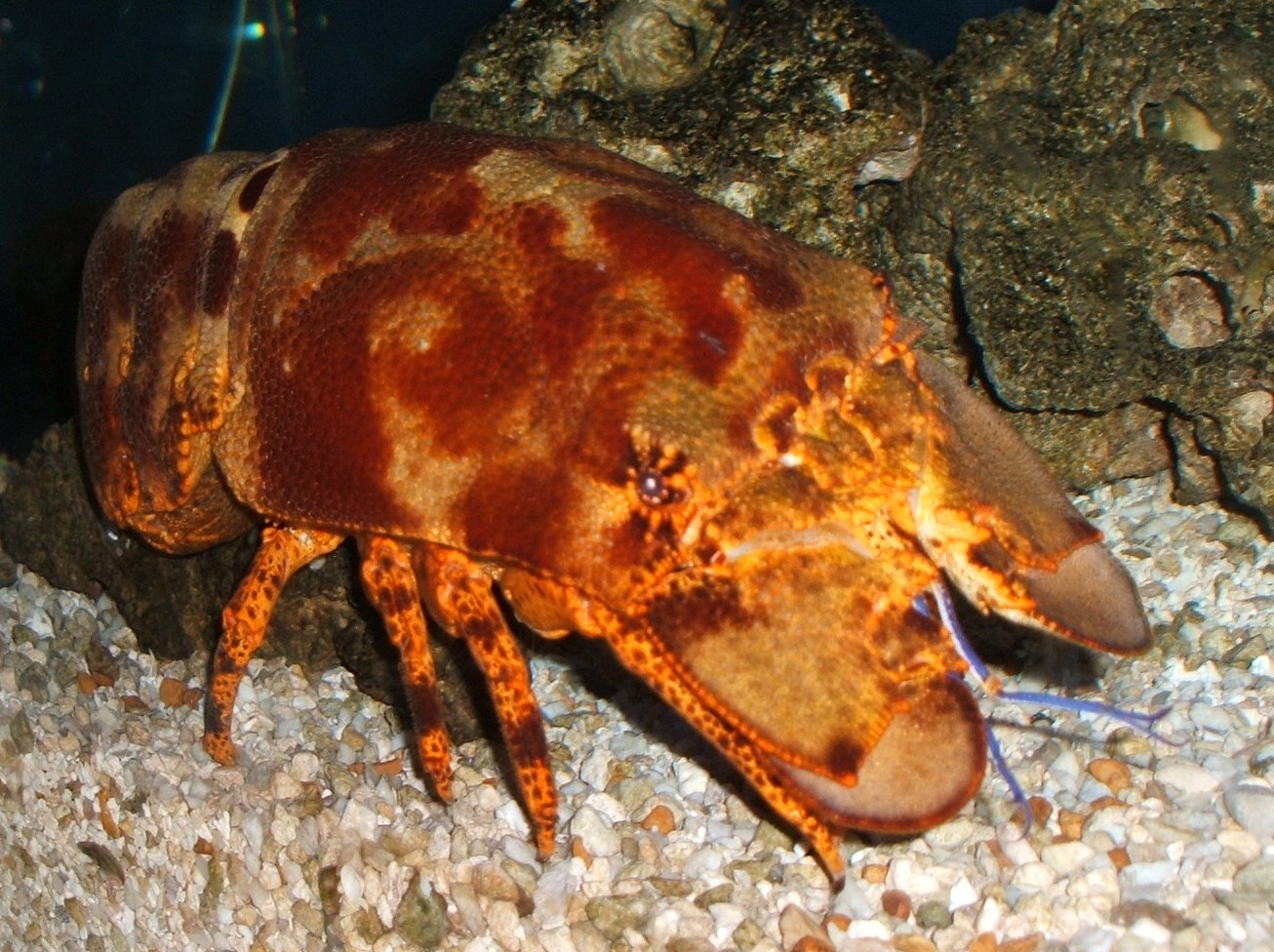
Parribacus antarcticus.

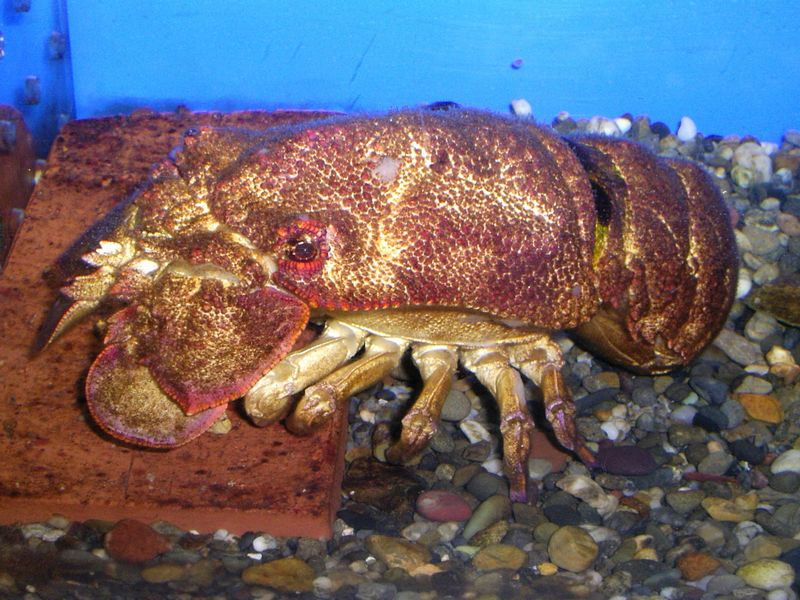
Scyllarides squammosus.

Scyllaridae é uma família de crustáceos da subordem Palinura da ordem Decapoda (Achelata nas modernas classificações), uma das três que constituem a superfamília Palinuroidea, que inclui as espécies de pequenas lagostas conhecidas por cavacos (em Portugal), lagostas-sapata, sapateiras ou cavaquinhas (no Brasil), chinelas (em Moçambique) ou santiaguinhos (na Galiza e comunidades piscatórias a norte do Ave). A família, que agrupa 98 espécies, das quais 13 são apenas conhecidas do registo fóssil, tem distribuição natural nas águas costeiras das regiões subtropicais e intertropicais de todos os oceanos. As espécies mais conhecidas, alvo de pescaria comercial, são Scyllarus arctus e Scyllarides latus.

## Descrição
Os membros desta família apresentam uma carapaça aplanado e antenas amplas e aplanadas, tendo como característica principal apresentarem os artículos terminais das primeiras antenas transformados num par de placas, o que lhes confere um aspecto distinto em relação aos restantes crustáceos.
A carapaça dos membros da família Scyllaridae é achatado e sempre com uma bordadura lateral bem marcada. Na carapaça, podem ocorrer vários sulcos, protuberâncias ou dentes e a superfície é geralmente fortemente granulada. O rostro é em geral pequeno e recoberto pela protuberância antenular. Os olhos estão inseridos em fossas oculares localizadas junto ao bordo frontal da carapaça e rodeadas por pequenas protuberâncias.

## Taxonomia e sistemática
Aristóteles inclui estes animais na sua obra Historia Animalium com a designação de arctus. Com base nessa designação, Carl von Linné designou em 1758 todas as espécies de Scyllaridae então conhecidas por Cancer arctus, incluindo-os entre os caranguejos. Coube a Johann Christian Fabricius descrever o género Scyllarus, no ano de 1775, iniciando o processo de individualização destes organismos que conduziu a que em 1825 Pierre André Latreille propusesse formalmente a família Scyllaridae.
Entre os Achelata, a família Scyllaridae é considerada um táxon basal que tem por grupo irmão todos os restantes grupos de lagostins (Astacidea) e lagostas (Palinuridae e Synaxidae).
A família Scyllaridae inclui, na sua presente circunscrição taxonómica, os seguintes 22 géneros repartidos por quatro subfamílias:
- Arctidinae Holthuis, 1985
  - Arctides Holthuis, 1960a
  - Scyllarides Gill, 1898
- Ibacinae Holthuis, 1985
  - Evibacus Smith, 1869a
  - Ibacus Leach, 1815
  - Parribacus Dana, 1852a
- Scyllarinae Latreille, 1825a
  - Acantharctus Holthuis, 2002
  - Antarctus Holthuis, 2002
  - Antipodarctus Holthuis, 2002
  - Bathyarctus Holthuis, 2002
  - Biarctus Holthuis, 2002
  - Chelarctus Holthuis, 2002
  - Crenarctus Holthuis, 2002
  - Eduarctus Holthuis, 2002
  - Galearctus Holthuis, 2002
  - Gibbularctus Holthuis, 2002
  - Petrarctus Holthuis, 2002
  - Remiarctus Holthuis, 2002
  - Scammarctus Holthuis, 2002
  - † Scyllarella Rathbun, 1935
  - Scyllarus Fabricius, 1775
- Theninae Holthuis, 1985
  - Thenus Leach, 1816a
- Incertae sedis (sem subfamília atribuída):
  - † Palibacus Förster, 1984